# Phường 1, thành phố Vĩnh Long
Phường 1 là một phường cũ thuộc thành phố Vĩnh Long, tỉnh Vĩnh Long, Việt Nam.

## Địa lý
Phường 1 nằm tại trung tâm thành phố Vĩnh Long, cách Thành phố Hồ Chí Minh 130 km về hướng Đông Bắc, cách thành phố Cần Thơ 30 km về hướng Nam, có vị trí địa lý:
- Phía đông giáp Phường 5
- Phía tây giáp Phường 9
- Phía nam giáp Phường 3, Phường 4, Phường 8
- Phía bắc giáp huyện Long Hồ.

Phường 1 có diện tích 2,44 km², dân số năm 2022 là 27.945 người, mật độ dân số đạt 11.452 người/km².
Phường 1 là đô thị trung tâm hành chính, văn hoá của thành phố Vĩnh Long, khu đô thị phường 1 được tổ chức hình thành là một trung tâm thương mại - dịch vụ - du lịch khu vực theo mô hình phát triển hiện đại nhằm phát huy lợi thế về vị trí, dân cư, tài nguyên của một thành phố Vĩnh Long trong tương lai.

## Hành chính
Phường 1 được chia thành 5 khóm: Hưng Đạo Vương, Hùng Vương, Lê Văn Tám, Nguyễn Du, Nguyễn Thái Học.

## Lịch sử
Tính đến ngày 31 tháng 12 năm 2022, Phường 1 có 0,92 km² diện tích tự nhiên và quy mô dân số là 14.626 người. Phường 2 có 1,52 km² diện tích tự nhiên và quy mô dân số là 13.319 người.
Ngày 28 tháng 9 năm 2024, Ủy ban Thường vụ Quốc hội ban hành Nghị quyết số 1203/NQ-UBTVQH15 về việc sắp xếp đơn vị hành chính cấp xã của tỉnh Vĩnh Long giai đoạn 2023 – 2025 (nghị quyết có hiệu lực từ ngày 1 tháng 11 năm 2024). Theo đó, sáp nhập toàn bộ 1,52 km² diện tích tự nhiên và dân số 13.319 người của Phường 2 vào Phường 1.
Phường 1 có 2,44 km² diện tích tự nhiên và quy mô dân số là 27.945 người.